# Яремко Володимир Миколайович
Володимир Миколайович Яремко (нар. 27 жовтня 1972, Вінницька область) — український футболіст, що грав на позиціях як нападника, так і півзахисника та захисника. Більшу частину кар'єри провів у вінницькій «Ниві» (яка деякий час мала назву ФК «Вінниця») та київському армійському клубі, грав також за кілька інших українських команд різних дивізіонів, а також у вищих лігах Словаччини та Казахстану.

## Клубна кар'єра
Володимир Яремко народився у Вінницькій області, і є вихованцем київського спортінтернату. Після закінчення навчання у спортінтернаті у сімнадцятирічному віці запрошений до складу луцької «Волині» разом із Володимиром Гащиним, Сергієм Ковальовим та Віталієм Мінтенком, проте у переможному для волинян турнірі команд другої ліги зіграв лише три матчі, що не дозволило йому отримати золоті медалі переможців чемпіонату УРСР. Із наступного сезону Володимир Яремко грав за команду з рідної області — вінницьку «Ниву», яка два останні сезони у чемпіонатах СРСР грала у так званій буферній зоні другої ліги. У 1992 році Яремко грав за вінницьку команду в першому незалежному чемпіонаті України у вищій лізі, та зіграв у цьому чемпіонаті 8 матчів. Другий чемпіонат України Яремко розпочав у «Ниві» вже у першій лізі, а з початку 1993 року став гравцем київського ЦСКА, який на той час мав назву ЦСК ЗСУ, та грав у нижчих українських лігах. З початку сезону 1993—1994 Володимир Яремко став гравцем пристоличного клубу ФК «Бориспіль», за який протягом сезону зіграв 27 матчів, та з клубом став переможцем турніру другої ліги. Після виграного з бориспільським клубом турніру Яремко став гравцем першолігового кременчуцького «Нафтохіміка», у якому за півтора року зіграв 37 матчів. З початку 1996 року Володимир Яремко знову повернувся до складу ЦСКА, який у цьому році у зв'язку із розформуванням «ЦСКА-Борисфена» зробив стрибок із другої ліги до вищої. У вищій лізі Яремко зіграв 12 матчів, а з початку 1997 року поїхав на футбольні заробітки до Словаччини, де зіграв 3 матчі за місцевий клуб «Хемлон» у найвищому словацькому дивізіоні. За півроку футболіст повернувся до ЦСКА, але у вищій лізі за сезон зіграв лише 1 матч, переважно проводячи ігровий час у друголіговому фарм-клубі армійців ЦСКА-2 (Київ). Після деякої перерви у футболі з початку сезону 1999—2000 знову став гравцем вінницької команди, яка на той час мала назву «Вінниця». За два з половиною роки Яремко зіграв за вінницький клуб 42 матчі. З початку 2003 року Футболіст став гравцем друголігового бурштинського «Енергетика», а у липні 2004 грав за бородянську «Освіту», проте зіграв за неї лише 2 матчі. На початку 2005 року Володимир Яремко вирішив спробувати свої сили в казахському клубі «Ордабаси», проте зіграв у ньому лише 1 матч, та повернувся в Україну. Казахський клуб виявився останнім професійним клубом у кар'єрі футболіста. Після завершення виступів у професійних клубах Володимир Яремко виступав за аматорські клуби Вінницької області.

## Досягнення
- Переможець Другої ліги України: 1993–1994